# A.S. Byatt
A.S. Byatt, właśc. Antonia Susan Byatt (ur. 24 sierpnia 1936 w Sheffield, zm. 16 listopada 2023 w Londynie) – brytyjska pisarka postmodernistyczna i krytyk literacki, laureatka Nagrody Bookera.

## Życiorys
Urodziła się 24 sierpnia 1936 w Sheffield jako Antonia Susan Drabble. Jej ojciec był prawnikiem, siostra Margaret Drabble pisarką. Uczyła się w Mount School w Yorku, studiowała na Newnham College Uniwersytetu w Cambridge, Bryn Mawr College oraz Somerville College w Oksfordzie. W latach 1972–83 wykładała brytyjską i amerykańską literaturę na University College London, po czym w pełni poświęciła się pisaniu.
Z początku była postrzegana przede wszystkim jako krytyk literacki, choć już w 1964 zadebiutowała powieścią Cień Słońca, po czym opublikowała The Game (1967). Jej trzecia powieść, Panna w ogrodzie (1978), osadzona w 1953 (roku koronacji Elżbiety II) i erudycyjnie nawiązująca do takich postaci, jak Spenser, Raleigh czy Shakespeare, przyniosła autorce rozgłos. Wątki z książki autorka kontynuowała w Still Life (1985), Babel Tower (1996) i A Whistling Woman (2002), tworząc tetralogię. W 1990 ukazała się Obsesja: postmodernistyczna powieść o dwudziestowiecznych wykładowcach akademickich, którzy odkrywają i badają związek dwóch poetów wiktoriańskich. Książka bogato opisuje wiktoriańskie społeczeństwo i jego przekonania, zawiera także przekonujące pastisze dziewiętnastowiecznej literatury. Obsesja zyskała szerokie grono czytelników, została wyróżniona nagrodą Bookera i zekranizowana w 2002 roku pod tytułem Opętanie. Kolejna książka, Anioły i owady (1992), na którą składają się dwie nowele (Morpho Eugenia i The Conjugal Angel) dotyczące połowy XIX wieku, została zekranizowana w 1996. Powieść The Children’s Book (2009), opowiadająca o rodzinie autorki książek dla dzieci wzorowanej na Edith Nesbit, została nominowana do Nagrody Bookera oraz zdobyła James Tait Black Memorial Prize. Byatt tworzy także opowiadania; jej zbiór Opowiadania z Matisse'em w tle (1993) nawiązuje do trzech obrazów Matisse'a.
Regularnie pisze dla prasy, w tym do „Times Literary Supplement”, „The Independent” i „The Sunday Times”. Została odznaczona tytułem Komandora Orderu Imperium Brytyjskiego (1990), a później tytułem Damy Komandor orderu (1999).

## Dzieła

### Powieści
- 1964: Shadow of a Sun – pol.: Cień słońca. Magdalena Gawlik-Małkowska (tłum.). Warszawa: Prószyński i S-ka, 2002. ISBN 83-7337-247-4. Brak numerów stron w książce
- 1967: The Game
- 1978: The Virgin in the Garden – pol.: Panna w ogrodzie. Joanna Stankiewicz-Prądzyńska (tłum.). Warszawa: Prószyński i S-ka, 2003. ISBN 83-7337-522-8. Brak numerów stron w książce
- 1985: Still Life
- 1990: Possession – pol.: Opętanie. Barbara Kopeć-Umiastowska (tłum.). Warszawa: Prószyński i S-ka, 1998. ISBN 83-7180-248-X. Brak numerów stron w książce
- 1992: Angels and Insects – pol.: Anioły i owady. Urszula Grabowska (tłum.). Warszawa: Prószyński i S-ka, 2000. ISBN 83-7255-539-7. Brak numerów stron w książce
- 1996: Babel Tower
- 2000: The Biographer's Tale
- 2002: A Whistling Woman
- 2009: The Children’s Book
- 2011: Ragnarok: The End of the Gods

### Zbiory opowiadań
- 1987: Sugar and Other Stories
- 1993: The Matisse Stories – pol.: Opowiadania z Matisse'em w tle. Barbara Kopeć-Umiastowska (tłum.). Warszawa: Prószyński i S-ka, 1999. ISBN 83-7180-493-8. Brak numerów stron w książce
- 1994: The Djinn in the Nightingale's Eye
- 1998: Elementals: Stories of Fire and Ice
- 2003: Little Black Book of Stories
- 2008: The New Uncanny: Tales of Unease (opowiadanie w antologii)

### Prace krytyczne, eseje
- 1965: Degrees of Freedom: The Early Novels of Iris Murdoch
- 1970: Wordsworth and Coleridge in Their Time (redakcja)
- 1976: Iris Murdoch: A Critical Study (redakcja)
- 1989: Unruly Times: Wordsworth and Coleridge, Poetry and Life
- 1990: George Eliot: Selected Essays, Poems and Other Writings (redakcja)
- 1991: Passions of the Mind (zbiór esejów)
- 1995: Imagining Characters: Six Conversations about Women Writers
- 1995: New Writing Volume 4 (redakcja)
- 1997: New Writing Volume 6 (redakcja)
- 2001: Portraits in Fiction

Źródło.